# Subaru
Subaru (スバル) (スバル)
(/ˈsuːbəruː/ hoặc /sʊbˈɑːruː/; phát âm tiếng Nhật: [sɯ.ba.ɾɯ]) là bộ phận sản xuất ô tô của tập đoàn vận tải Fuji Heavy Industries (FHI), hãng sản xuất ô tô lớn thứ hai mươi hai trên toàn thế giới tính theo sản lượng vào năm 2012.
Xe ô tô Subaru được biết đến với việc sử dụng thiết kế động cơ nằm ngang trong hầu hết các xe có động cơ dung tích lớn hơn 1500 cc. Hầu hết các mẫu xe Subaru đã sử dụng hệ dẫn động bốn bánh đối xứng toàn thời gian (S-AWD) kể từ năm 1972. Thiết kế động cơ nằm ngang và hệ dẫn động bốn bánh đối xứng đã trở thành chuẩn cho các xe ô tô nhỏ và vừa trong thị trường quốc tế vào năm 1996, và bây giờ nó là tiêu chuẩn ở hầu hết xe Subaru ở thị trường Bắc Mỹ. Trường hợp ngoại lệ duy nhất, BRZ, được giới thiệu vào năm 2012. BRZ sử dụng động cơ nằm ngang, nhưng thay vào đó, sử dụng hệ dẫn động hai bánh sau. Subaru cũng cung cấp các phiên bản tăng áp động cơ của các xe hơi chở người, như Impreza WRX và Legacy 2.5GT. Các phiên bản Outback và Forester của dòng 2.5XT cũng bao gồm một động cơ tăng áp.
Ở các thị trường phương Tây, thương hiệu Subaru có truyền thống là nổi tiếng trong nhóm nhỏ người mua trung thành. Marketing của hãng hướng tới một số đối tượng đặc thù, tập trung vào những người mong muốn có được xe có bộ truyền động đặc thù của hãng này, đặc biệt là những người đam mê hoạt động ngoài trời và những người chơi xe thể thao với giá cả phải chăng.
Subaru là tên tiếng Nhật của sao Tua Rua trong cụm sao M45, hoặc "Bảy chị em" (một trong số đó là vô hình theo dân gian - do đó chỉ có sáu ngôi sao trong logo của Subaru). Truyền thuyết này đã tạo cảm hứng cho logo và ám chỉ các công ty đã sáp nhập để tạo thành tập đoàn FHI.

## Lịch sử

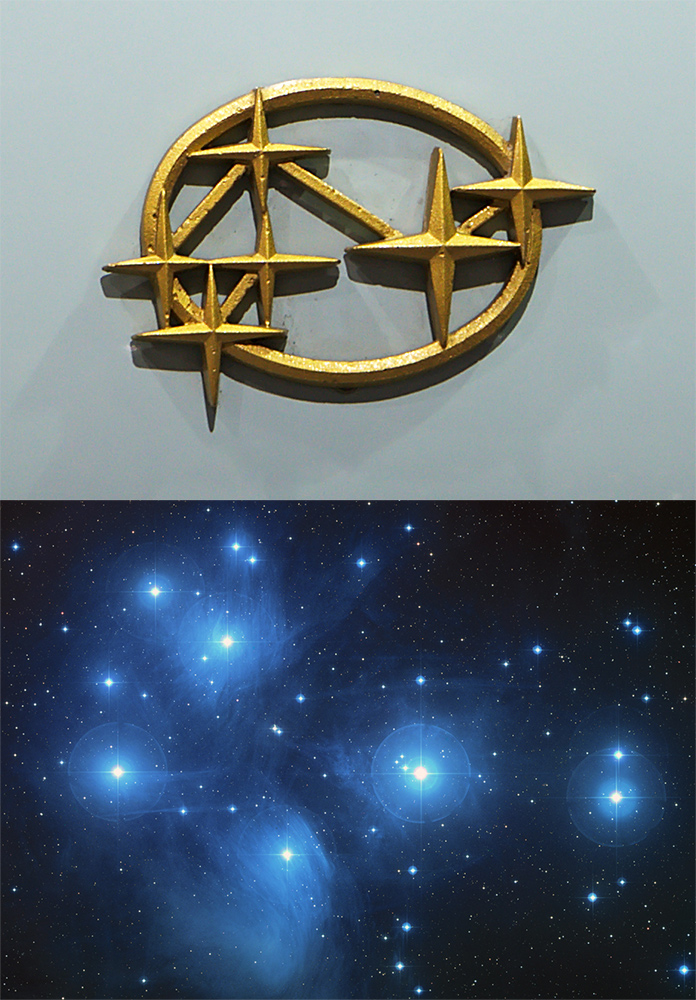
Logo cũ trên một chiếc xe Subaru 360 thể hiện 6 ngôi sao theo trật tự giống như chùm sao mở Tua Rua

### Fuji Heavy Industries (FHI) và những dòng xe đầu tiên của Subaru
Fuji Heavy Industries bắt đầu với tên Phòng thí nghiệm nghiên cứu máy bay năm 1915, do Chikuhei Nakajima lãnh đạo. Năm 1932, công ty được tổ chức lại với tên mới Công ty TNHH Hàng không Nakajima và mau chóng trở thành một nhà sản xuất máy bay chính của Nhật Bản trong Thế chiến II. Vào giai đoạn cuối của Thế chiến II, Hàng không Nakajima đã được tổ chức lại một lần nữa, lần này với tên mới là Fuji Sangyo Co, Ltd. Trong năm 1946, công ty tạo ra các xe tay ga Fuji Rabbit với các bộ phận phụ tùng máy bay còn sót lại của cuộc chiến tranh. Năm 1950, Fuji Sangyo được chia thành 12 tập đoàn nhỏ hơn theo Đạo luật Thỏa thuận tín dụng doanh nghiệp năm 1950 của Chính phủ Nhật Bản - đạo luật chống zaibatsu. Giữa năm 1953 và 1955, bốn trong số những tập đoàn và tổng công ty mới được thành lập đã quyết định sáp nhập để tạo thành Fuji Heavy Industries. Các công ty này là: nhà sản xuất xe tay ga Fuji Kogyo; công ty xe đường dài Fuji Jidosha; công ty sản xuất động cơ Omiya Fuji Kogyo; công ty xây dựng khung gầm Utsunomiya Sharyo và công ty thương mại Tokyo Fuji Dangyo.

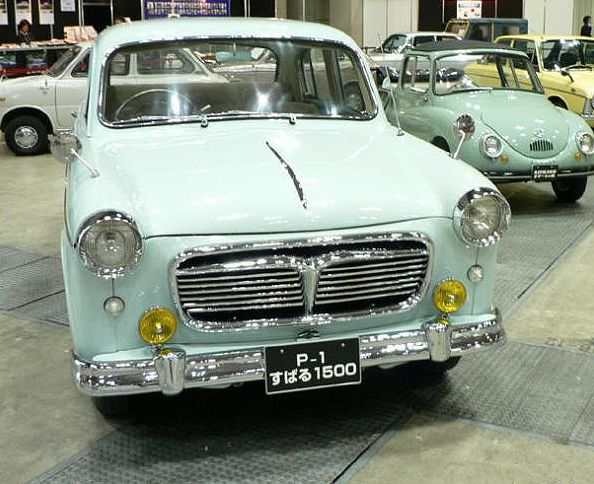
Subaru 1500, mã P-1

Kenji Kita, CEO của Fuji Heavy Industries vào thời điểm đó, muốn công ty mới này tham gia sản xuất xe ô tô và nhanh chóng bắt đầu kế hoạch xây dựng một chiếc xe với mã phát triển là P-1. Ông Kita vận động toàn công ty đặt tên cho P1, nhưng không có tên đề xuất nào tỏ ra đủ hấp dẫn. Cuối cùng ông đã đặt tên công ty bằng chữ tiếng Nhật mà ông đã "cực kỳ yêu thích với cả trái tim mình": Subaru, đó là tên của cụm sao Tua Rua trong tiếng Nhật. Chiếc xe Subaru đầu tiên được đặt tên là Subaru 1500. Chỉ có hai mươi chiếc Subaru 1500 được sản xuất do hàng loạt vấn đề về nguồn hàng. Sau đó công ty thiết kế và sản xuất hàng chục dòng xe bao gồm: 1500 (1954), xe siêu nhỏ làm mát bằng không khí 360 (1958), Sambar (1961), và 1000 (với sự có mặt đầu tiên của động cơ nằm ngang Subaru năm 1965).

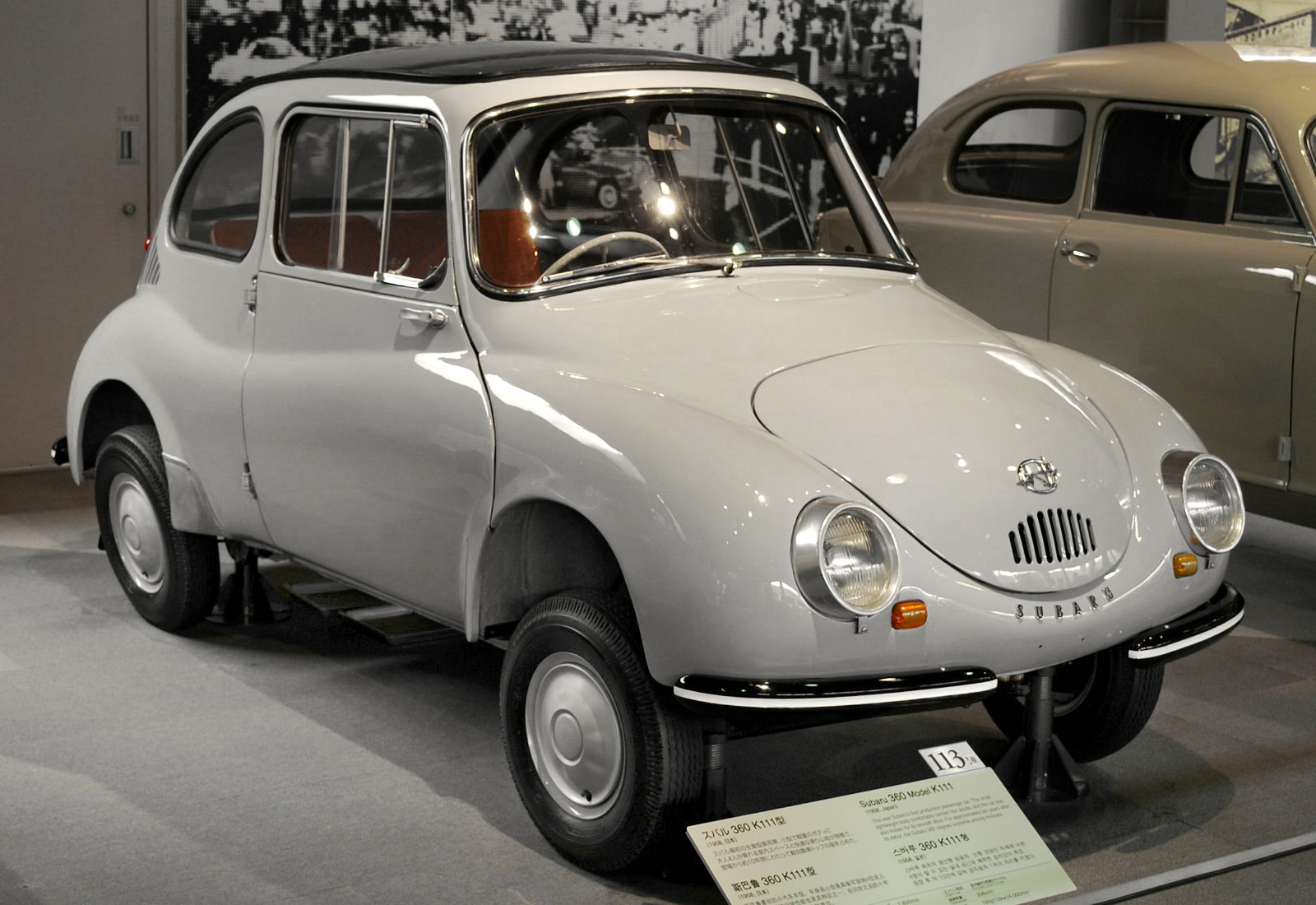
1958 Subaru 360

### Các đối tác sau đó
Nissan mua 20,4% cổ phần trong Fuji Heavy Industries, công ty mẹ của Subaru, trong năm 1968 trong giai đoạn sáp nhập theo lệnh của chính phủ đối với ngành công nghiệp ô tô Nhật Bản nhằm nâng cao khả năng cạnh tranh dưới sự quản lý của Thủ tướng Eisaku Sato. Nissan sử dụng khả năng và chuyên môn sản xuất xe buýt của FHI để sản xuất dòng xe buýt Nissan Diesel. Ngược lại thì nhiều xe Subaru cho đến ngày nay sử dụng các bộ phận từ keiretsu do Nissan sản xuất. Hộp số tự động của Subaru, được gọi là 4EAT, cũng được sử dụng trong Nissan Pathfinder thế hệ đầu tiên. Trong giai đoạn hợp doanh với Nissan, Subaru giới thiệu các dòng xe R-2 (1969), Rex và Leone (1971), BRAT (1978), Alcyone (1985), Legacy (1989), Impreza (1993) (và kiểu phụ của nó WRX), và Forester (1997).
Khi Nissan bị Renault mua lại, cổ phần của công ty trong FHI đã được bán cho General Motors vào năm 1999. Troy Clarke, người của General Motors từng là đại diện cho Fuji Heavy Industries trong Hội đồng quản trị công ty. Trong thời gian đó, Subaru giới thiệu các dòng xe Baja (2003) và Tribeca (2005). Subaru Forester được bán với tên Forester Chevrolet ở Ấn Độ để đổi lấy việc dòng xe Opel Zafira được bán với tên Traviq Subaru tại Nhật Bản. Ngoài ra, khái niệm Chevrolet Borrego đã được đưa ra trong năm 2002, đây là một chiếc crossover coupe xe tải / xe bán tải được bắt nguồn từ nền tảng Legacy Turbo tại thị trường Nhật. Trong thời gian ngắn dưới quyền General Motors, một dòng xe đạt "huy hiệu thiết kế" Impreza đã được bán ra tại Hoa Kỳ với tên Saab 9-2X. Một dòng xe SUV (Subaru Tribeca / Saab 9-6X) cũng đã được lên kế hoạch nhưng phiên bản Saab đã không được thực hiện, và kiểu dáng của nó đã được tái sử dụng trong dòng xe làm mới Tribeca năm  2008.

### Nỗ lực marketing
Một số trong những khẩu hiệu quảng cáo Subaru đã được sử dụng trong quá khứ bao gồm "Không tốn kém, và bền chắc như vậy" (Mỹ những năm 1970 - đầu năm 1980), "Xe truyền động 4 bánh ưa thích" (ở Anh), "Plus on y pense, plus on a le gout de la conduire" (Literally: "Càng nghĩ, càng muốn lái") tại Quebec, "
Chúng tôi xây dựng danh tiếng của chúng tôi bằng cách xây dựng một chiếc xe tốt hơn "," Lái thật đã"," Vẻ đẹp của việc truyền động 4 bánh "," Được dẫn dắt bởi những gì bên trong"," Hãy suy nghĩ, cảm nhận và lái","Tình yêu. Đó là những gì làm cho một chiếc Subaru là Subaru "(Mỹ những năm đầu thập kỷ 2010) và hiện tại là" Niềm tin vào chuyển động"ở Bắc Mỹ, "Truyền động ất cả bốn bánh "tại Úc, và "Kỹ thuật không tầm thường, ổn định không tầm thường, bám đường không phải vừa, cảm giác không tầm thường" ở Anh và "Công nghệ mang lại cho bạn niềm tin in vào chuyển động" ở Đông Nam Á.